# Сергеево (Кичменгско-Городецкий район)
Сергеево — деревня в Кичменгско-Городецком районе Вологодской области.
Входит в состав Кичменгского сельского поселения (с 1 января 2006 года по 1 апреля 2013 года входила в Югское сельское поселение), с точки зрения административно-территориального деления — в Плосковский сельсовет.
Расстояние до районного центра Кичменгского Городка по автодороге составляет 15 км. До бывшего центра сельского поселения поселка Югский - менее 1 км. Ближайшие населённые пункты — Нива, Нижнее Ворово, Югский.
Население по данным переписи 2002 года — 32 человека (13 мужчин, 19 женщин). Преобладающая национальность — русские (97 %).